# Assemblea de Còrsega
L'Assemblea de Còrsega és l'òrgan deliberatiu de la Col·lectivitat Territorial de Còrsega.

## Història
Fins al 1970, Còrsega era un departament de la regió Provença-Alps-Costa Blava. En 1974, la llei va instituir un consell regional de Còrsega.
La llei de 2 de març de 1982 va instituir una col·lectivitat territorial d'exercici ple, en comptes d'una assemblea regional de Còrsega que exerceix des d'aleshores el poder executiu.
La llei de 13 de maig de 1991 va instituir la Col·lectivitat Territorial de Còrsega, dotada de tres entitats:
- El Consell executiu de Còrsega, que exerceix les funcions executives, detingudes a les altres regions pel president del consell regional. És un veritable govern regional, i assegura l'estabilitat i la coherència necessària a la gestió dels afers de la CTC.
- L'Assemblea de Còrsega, òrgan deliberant, dotat de competències més àmplies que les altres assemblees regionals.
- Un Consell econòmic, social i cultural de Còrsega, òrgan consultiu.

## Terminologia
Els membres de l'Assemblea de Còrsega no poden ser anomenats consellers regionals, sinó consellers territorials, en referència a la Col·lectivitat Territorial de Còrsega. En el llenguatge corrent, tenint en compte la llargària del nom oficial, són anomenats normalment consellers.

## Composició
Els consellers de l'Assemblea de Còrsega són 51, escollits per un període de sis anys pel sistema de llista majoritària a dues voltes. Per a guanyar en la primera volta cal obtenir la majoria absoluta, i per a guanyar en la segona només cal majoria relativa.
La llista que obté la majoria a la primera vola o a la segona obté com a premi de majoria 3 escons. Els altres escons són repartits segons el principi de representació proporcional entre les altres forces polítiques. Un cop constituïda és escollit el president per escrutini uninominal majoritari. Les dues primeres voltes ha de ser per majoria absoluta, i la tercera per majoria simple. Alhora, l'Assemblea escull el govern que comprèn el president i 10 consellers.
Contràriament a l'executiu dels consells regionals, l'executiu de la CYC no compatibilitza els càrrecs executius amb els legislatius. L'elecció com a membre de l'executiu equival a la dimissió dins l'Asemblea.

### Presidents de l'Assemblea de Còrsega
- 1974-1979: François Giacobbi
- 1979-1982: Jean Filippi
- 1982-1984: Prosper Alfonsi
- 1984-1998: Jean-Paul de Rocca-Serra
- 1998-2004: José Rossi
- des de 2004: Camille de Rocca Serra

### Consellers de l'Assemblea de Còrsega Legislatura2004-2010
- Grup Rassembler pour la Corse
  - Jean-Joseph Allegrini-Simonetti
  - Jean-Martin Mondolini, President de grup
  - Jean-Louis Albertini
  - Corinne Angeli
  - Gaby Biancarelli
  - Pascale Bizzari-Gherardi
  - Babette Buresi
  - Camille de Rocca Serra
  - José Galletti
  - Christiane Gori
  - Christine Guerrini
  - Joselyne Mattei-Fazi
  - Jean-Jacques Panunzi
  - Annie Ricci
  - Marie-Antoinette Santoni-Brunelli
  - Monika Scotto
- Grup Corse Social-démocrate
  - Pierre Chaubon, President de grup
  - Marie-Dominique Allegrini-Simonetti
  - François-Xavier Marchioni
  - Vanina Pieri
- Grup Communiste, Républicain et Citoyen
  - Dominique Bucchini, president de grup
  - Maria Guidicelli
  - Josette Risterucci
  - Michel Stefani
- Grup Union Territoriale
  - Marie-Jeanne Mosconi
  - Sauveur Versini
  - Anne-Marie Natali
  - Etiennette Ricci-Versini
- Grup La Corse dans la République
  - François Dominici, president de grup
  - Nicolette Albertini-Colonna
  - Alexandre Alessandrini
  - Rose Alibertini
  - Pascaline Castellani
  - Dorothée Colonna-Vellutini
  - Jean-Louis Luciani
  - Madeleine Mozziconcci
  - Henri Sisco
- Grup Unione Nazionale - PNC - A Chjama
  - Edmond Simeoni, President de grup
  - Jean-Christophe Angelini
  - Jean Biancucci
  - Christine Colonna
  - Nadine Nivaggioni
- Grup Unione Nazionale - Corsica Nazione Indipendente
  - Jean-Guy Talamoni, President de grup
  - Rose-Marie Prosperi
  - Véronique Sciaretti
- Grup Pour une Corse de Progrès
  - Antoine Ottavi, president de grup
  - Marielle Delhom
- Grup Corse Active
  - Jean-Claude Guazzelli Président de groupe
  - Geneviève Filippi
- Grup Corse Nouvelle
  - Pierre-Philippe Ceccaldi, President de grup
  - Hélène Luciani-Padovani